# Роккетта-Танаро
Роккетта-Танаро (итал. Rocchetta Tanaro) — коммуна в Италии, располагается в регионе Пьемонт, в провинции Асти.
Население составляет 1438 человек (2008 г.), плотность населения составляет 90 чел./км². Занимает площадь 16 км². Почтовый индекс — 14030. Телефонный код — 0141.
В коммуне 15 августа особо празднуется Успение Пресвятой Богородицы.

## Демография
Динамика населения:

## Города-побратимы
- Доннас, Италия (2002)

## Администрация коммуны
- Официальный сайт: https://web.archive.org/web/20081023062055/http://www.comune.rocchetta-tanaro.at.it/